# Редкар
Редкар (англ. Redcar) — місто на сході Великої Британії, в унітарній одиниці Англії Редкар і Клівленд. Лежить на березі Північного моря, на правому березі естуарію річки Тіс. Входить до складу конурбації Тіссайд. Населення — 36610 осіб (перепис, 2001). Біля міста — Тіссайдський металургійний завод, порт.

## Назва
Назва міста може означати або «місце біля червоного болота» від давньоанглійського rēad — «червоний» і давньоскандинавського kjarr, або перша частина назви може походити від hrēod — «очерет» і назва міста, таким чином, може означати «поросле очеретом болото», натякаючи на те, що Редкар лежить у низині біля моря.

## Історія
Місто утворилось у 14 столітті як рибальське поселення, мешканці якого продавали свій вилов на ринку в сусідньому Коатгемі.

## Економіка
Населення міста працює, зокрема, на Тіссайдському металургійному заводі.